# Parkway Drive/Diskografie
Diese Diskografie ist eine Übersicht über die musikalischen Werke der australischen Metalcore-Band Parkway Drive. Den Schallplattenauszeichnungen zufolge hat sie bisher mehr als 280.000 Tonträger verkauft. Ihre erfolgreichste Veröffentlichung ist das Album Atlas mit über 70.000 verkauften Einheiten.

## Alben

### Studioalben
| Jahr | Titel Musiklabel                          | Höchstplatzierung, Gesamtwochen, AuszeichnungChartplatzierungen (Jahr, Titel, Musiklabel, Platzierungen, Wochen, Auszeichnungen, Anmerkungen) | Höchstplatzierung, Gesamtwochen, AuszeichnungChartplatzierungen (Jahr, Titel, Musiklabel, Platzierungen, Wochen, Auszeichnungen, Anmerkungen) | Höchstplatzierung, Gesamtwochen, AuszeichnungChartplatzierungen (Jahr, Titel, Musiklabel, Platzierungen, Wochen, Auszeichnungen, Anmerkungen) | Höchstplatzierung, Gesamtwochen, AuszeichnungChartplatzierungen (Jahr, Titel, Musiklabel, Platzierungen, Wochen, Auszeichnungen, Anmerkungen) | Höchstplatzierung, Gesamtwochen, AuszeichnungChartplatzierungen (Jahr, Titel, Musiklabel, Platzierungen, Wochen, Auszeichnungen, Anmerkungen) | Höchstplatzierung, Gesamtwochen, AuszeichnungChartplatzierungen (Jahr, Titel, Musiklabel, Platzierungen, Wochen, Auszeichnungen, Anmerkungen) | Anmerkungen                                                 |
| Jahr | Titel Musiklabel                          | DE | AT | CH | UK | US | AU | Anmerkungen                                                 |
| ---- | ----------------------------------------- | --- | --- | --- | --- | --- | --- | ----------------------------------------------------------- |
| 2005 | Killing with a Smile Resist Records (RES) | — | — | — | — | — | AU39 Gold · (1 Wo.)AU | Erstveröffentlichung: 12. September 2005 Verkäufe: + 35.000 |
| 2007 | Horizons Burning Heart Records (BHR)      | — | — | — | — | — | AU6 Gold · (3 Wo.)AU | Erstveröffentlichung: 6. Oktober 2007 Verkäufe: + 35.000    |
| 2010 | Deep Blue Epitaph Records (EPI)           | DE46 (1 Wo.)DE | AT68 (1 Wo.)AT | CH84 (1 Wo.)CH | — | US39 (2 Wo.)US | AU2 Gold · (6 Wo.)AU | Erstveröffentlichung: 5. Juni 2010 Verkäufe: + 35.000       |
| 2012 | Atlas Epitaph Records (EPI)               | DE22 (2 Wo.)DE | AT33 (1 Wo.)AT | CH57 (1 Wo.)CH | UK48 (2 Wo.)UK | US32 (2 Wo.)US | AU3 Gold · (4 Wo.)AU | Erstveröffentlichung: 26. Oktober 2012 Verkäufe: + 75.000   |
| 2015 | Ire Epitaph Records (EPI)                 | DE8 (2 Wo.)DE | AT11 (1 Wo.)AT | CH12 (1 Wo.)CH | UK23 (1 Wo.)UK | US29 (2 Wo.)US | AU1 Gold · (4 Wo.)AU | Erstveröffentlichung: 10. September 2015 Verkäufe: + 35.000 |
| 2018 | Reverence Epitaph Records (EPI)           | DE3 (11 Wo.)DE | AT6 (8 Wo.)AT | CH3 (6 Wo.)CH | UK14 (1 Wo.)UK | US35 (1 Wo.)US | AU1 Gold · (8 Wo.)AU | Erstveröffentlichung: 4. Mai 2018 Verkäufe: + 35.000        |
| 2022 | Darker Still Epitaph Records (EPI)        | DE5 (7 Wo.)DE | AT7 (3 Wo.)AT | CH5 (3 Wo.)CH | UK56 (1 Wo.)UK | — | AU1 (4 Wo.)AU | Erstveröffentlichung: 9. September 2022                     |

### Livealben
| Jahr | Titel Musiklabel                         | Höchstplatzierung, Gesamtwochen, AuszeichnungChartplatzierungen (Jahr, Titel, Musiklabel, Platzierungen, Wochen, Auszeichnungen, Anmerkungen) | Höchstplatzierung, Gesamtwochen, AuszeichnungChartplatzierungen (Jahr, Titel, Musiklabel, Platzierungen, Wochen, Auszeichnungen, Anmerkungen) | Höchstplatzierung, Gesamtwochen, AuszeichnungChartplatzierungen (Jahr, Titel, Musiklabel, Platzierungen, Wochen, Auszeichnungen, Anmerkungen) | Höchstplatzierung, Gesamtwochen, AuszeichnungChartplatzierungen (Jahr, Titel, Musiklabel, Platzierungen, Wochen, Auszeichnungen, Anmerkungen) | Höchstplatzierung, Gesamtwochen, AuszeichnungChartplatzierungen (Jahr, Titel, Musiklabel, Platzierungen, Wochen, Auszeichnungen, Anmerkungen) | Höchstplatzierung, Gesamtwochen, AuszeichnungChartplatzierungen (Jahr, Titel, Musiklabel, Platzierungen, Wochen, Auszeichnungen, Anmerkungen) | Anmerkungen                         |
| Jahr | Titel Musiklabel                         | DE | AT | CH | UK | US | AU | Anmerkungen                         |
| ---- | ---------------------------------------- | --- | --- | --- | --- | --- | --- | ----------------------------------- |
| 2020 | Viva the Underdogs Epitaph Records (EPI) | DE5 (5 Wo.)DE | AT19 (1 Wo.)AT | CH22 (1 Wo.)CH | — | — | — | Erstveröffentlichung: 27. März 2020 |

### EPs
| Jahr | Titel Musiklabel                           | Höchstplatzierung, Gesamtwochen, AuszeichnungChartplatzierungen (Jahr, Titel, Musiklabel, Platzierungen, Wochen, Auszeichnungen, Anmerkungen) | Höchstplatzierung, Gesamtwochen, AuszeichnungChartplatzierungen (Jahr, Titel, Musiklabel, Platzierungen, Wochen, Auszeichnungen, Anmerkungen) | Höchstplatzierung, Gesamtwochen, AuszeichnungChartplatzierungen (Jahr, Titel, Musiklabel, Platzierungen, Wochen, Auszeichnungen, Anmerkungen) | Höchstplatzierung, Gesamtwochen, AuszeichnungChartplatzierungen (Jahr, Titel, Musiklabel, Platzierungen, Wochen, Auszeichnungen, Anmerkungen) | Höchstplatzierung, Gesamtwochen, AuszeichnungChartplatzierungen (Jahr, Titel, Musiklabel, Platzierungen, Wochen, Auszeichnungen, Anmerkungen) | Höchstplatzierung, Gesamtwochen, AuszeichnungChartplatzierungen (Jahr, Titel, Musiklabel, Platzierungen, Wochen, Auszeichnungen, Anmerkungen) | Anmerkungen                     |
| Jahr | Titel Musiklabel                           | DE | AT | CH | UK | US | AU | Anmerkungen                     |
| ---- | ------------------------------------------ | --- | --- | --- | --- | --- | --- | ------------------------------- |
| 2004 | Don’t Close Your Eyes Resist Records (RES) | DE72 (1 Wo.)DE | — | — | — | — | AU32 (1 Wo.)AU | Erstveröffentlichung: März 2004 |

## Singles
| Jahr | Titel Album                    | Anmerkungen                              |
| ---- | ------------------------------ | ---------------------------------------- |
| 2015 | Vice Grip Ire                  | Erstveröffentlichung: 9. Juni 2015       |
| 2015 | Crushed Ire                    | Erstveröffentlichung: 25. August 2015    |
| 2015 | The Sound of Violence Ire      | Erstveröffentlichung: 14. September 2015 |
| 2015 | Fractures Ire                  | Erstveröffentlichung: 18. September 2015 |
| 2016 | Devil’s Calling Ire            | Erstveröffentlichung: 10. Juli 2016      |
| 2016 | Bottom Feeder Ire              | Erstveröffentlichung: 22. September 2016 |
| 2018 | Wishing Wells Reverence        | Erstveröffentlichung: 27. Februar 2018   |
| 2018 | The Void Reverence             | Erstveröffentlichung: 13. März 2018      |
| 2018 | Prey Reverence                 | Erstveröffentlichung: 24. April 2018     |
| 2020 | Die Leere Viva the Underdogs   | Erstveröffentlichung: 23. Januar 2020    |
| 2022 | Glitch Darker Still            | Erstveröffentlichung: 7. Juni 2022       |
| 2022 | The Greatest Fear Darker Still | Erstveröffentlichung: 6. Juli 2022       |
| 2022 | Darker Still                   | Erstveröffentlichung: 23. August 2022    |
| 2025 | Sacred –                       | Erstveröffentlichung: 7. Mai 2025        |

## Videoalben und Musikvideos

### Videoalben
| Jahr | Titel Musiklabel                                | Anmerkungen                                                           |
| ---- | ----------------------------------------------- | --------------------------------------------------------------------- |
| 2009 | The DVD Resist Records (RES)                    | Erstveröffentlichung: 7. August 2009 · Verkäufe: + 15.000; AU: Platin |
| 2012 | Home Is for the Heartless Epitaph Records (EPI) | Erstveröffentlichung: 6. Juli 2012 · Verkäufe: + 15.000; AU: Platin   |

### Musikvideos
| Jahr | Titel                    | Regie                            |
| ---- | ------------------------ | -------------------------------- |
| 2005 | Smoke ’em If You Got ’em |                                  |
| 2007 | Boneyards                |                                  |
| 2010 | Sleepwalker              |                                  |
| 2011 | Karma                    |                                  |
| 2011 | Unrest                   |                                  |
| 2012 | Dark Days                | Aaron Hymes                      |
| 2013 | Wild Eyes                | Aaron Hymes                      |
| 2015 | Vice Grip                | Frankie Nasso                    |
| 2015 | Crushed                  | Ambitious Films                  |
| 2016 | Devil’s Calling          | Frankie Nasso                    |
| 2016 | Bottom Feeder            | Third Eye Visuals                |
| 2018 | Wishing Wells            | Third Eye Visuals                |
| 2018 | The Void                 | Allan Hardy                      |
| 2018 | Prey                     | Neal Walters                     |
| 2019 | Shadow Boxing            | Craig Gowans                     |
| 2022 | Glitch                   | Allan Hardy                      |
| 2022 | The Greatest Fear        | James Chappell                   |
| 2022 | Darker Still             | Lucas Englund, Third Eye Visuals |
| 2025 | Sacred                   | Third Eye Visuals                |

## Promoveröffentlichungen
| Jahr | Titel Album                                   | Anmerkungen                                                    |
| ---- | --------------------------------------------- | -------------------------------------------------------------- |
| 2006 | Smoke em If You Got ’em Killing with a Smile  | Erstveröffentlichung: 2006                                     |
| 2012 | Dark Days Atlas                               | Erstveröffentlichung: 11. September 2012                       |
| 2012 | Old Ghost / New Regrets Atlas                 | Erstveröffentlichung: 16. Oktober 2012                         |
| 2013 | Wild Eyes Atlas                               | Erstveröffentlichung: 13. Mai 2013                             |
| 2020 | Würgegriff Viva the Underdogs                 | Erstveröffentlichung: 2020 Vertrieb werden der Europatour 2020 |
| 2020 | Wild Eyes (Live at Wacken) Viva the Underdogs | Erstveröffentlichung: 17. Februar 2020                         |

| Jahr | Titel Musiklabel                                                   | Anmerkungen                                                   |
| ---- | ------------------------------------------------------------------ | ------------------------------------------------------------- |
| 2003 | What We’ve Built Left for Dead Recordings                          | Erstveröffentlichung: 2003 mit Shoot to Kill & Think Straight |
| 2003 | I Killed the Prom Queen / Parkway Drive Final Prayer Records (FPR) | Erstveröffentlichung: Mai 2003 mit I Killed the Prom Queen    |

## Sonderveröffentlichungen
| Jahr | Titel Musiklabel                                                       | Anmerkungen                                             |
| ---- | ---------------------------------------------------------------------- | ------------------------------------------------------- |
| 2018 | Live! – From the "Decade of Horizons" Tour. Visions Magazine (Visions) | Erstveröffentlichung: 25. April 2018 Beilage im Visions |

| Jahr | Titel Musiklabel  | Anmerkungen                |
| ---- | ----------------- | -------------------------- |
| 2003 | Demo Selbstverlag | Erstveröffentlichung: 2003 |

## Statistik

### Chartauswertung
|                     | DE    | AT    | CH    | UK    | US    | AU    |
| ------------------- | ----- | ----- | ----- | ----- | ----- | ----- |
| Nummer-eins-Alben   | DE—DE | AT—AT | CH—CH | UK—UK | US—US | AU3AU |
| Top-10-Alben        | DE4DE | AT2AT | CH2CH | UK—UK | US—US | AU6AU |
| Alben in den Charts | DE7DE | AT6AT | CH6CH | UK4UK | US4US | AU8AU |

### Auszeichnungen für Musikverkäufe
| 2× Silberne Schallplatte - Europa (Impala) - 2014: für das Album Atlas |

Anmerkung: Auszeichnungen in Ländern aus den Charttabellen bzw. Chartboxen sind in ebendiesen zu finden.
| Land/RegionAuszeichnungen für Musikverkäufe (Land/Region, Auszeichnungen, Verkäufe, Quellen) | Silber     | Gold     | Platin     | Verkäufe | Quellen         |
| -------------------------------------------------------------------------------------------- | ---------- | -------- | ---------- | -------- | --------------- |
| Australien (ARIA)                                                                            | —          | 6× Gold6 | 2× Platin2 | 240.000  | aria.com.au     |
| Europa (Impala)                                                                              | 2× Silber2 | —        | —          | (40.000) | Einzelnachweise |
| Insgesamt                                                                                    | 2× Silber2 | 6× Gold6 | 2× Platin2 |          |                 |